# Подлец (фильм, 1935)
«Подлец», другой перевод названия «Негодяй» (англ. The Scoundrel) — американский фильм режиссёров Бена Хекта и Чарльза Макартура, который вышел на экраны в 1935 году.
Фильм рассказывает об успешном нью-йоркском издателе (Ноэл Кауард), который бессердечен к окружающим и циничен по отношению к жизни, при этом не пропускает мимо себя ни одной юбки. Когда он совращает, а затем бросает молодую поэтессу (Джули Хэйдон), она насылает на него проклятие, после которого он гибнет в авиакатастрофе, однако получает от высших сил возможность вернуться на некоторое время на землю, чтобы найти хотя бы кого-либо, кто будет оплакивать его смерть.
По разным источникам, история, положенная в основу фильма, частично основана на биографии реального нью-йоркского издателя и театрального продюсера Хораса Ливерайта, а также театрального продюсера и режиссёра Джеда Харриса.
Это первый фильм, в котором известный британский театральный актёр и драматург Ноэл Кауард сыграл главную роль.
В 1936 году фильм завоевал Оскар за лучший оригинальный сценарий, который получили Бен Хект и Чарльз Макартур.

## Сюжет
Успешный нью-йоркский книгоиздатель Энтони «Тони» Меллер (Ноэл Кауард) — это эгоистичный, язвительный и холодный интеллектуал и ловелас, вокруг которого вращается декадентствующая группа снобистских писателей, которые публично восхищаются им, однако за его спиной занимаются сплетнями и поливают его грязью. Один из авторов издательства по имени Слазак (Гарри Дэвенпорт) просит Тони об авансе за новую книгу, над которой он работает, так как ему не на что содержать семью. Однако издатель отказывается дать ему денег и, более того, отказывается печатать его следующую книгу. Вскоре когда становится известно, что Слезак покончил с собой, Тони называет его самоубийство «глупой попыткой привлечения внимания к своим плохим работам». Утомившись от связи с циничной писательницей Джулией Вивиан (Марта Слипер), Тони обращает своё внимание на красивую молодую поэтессу Кору Мур (Джули Хэйдон), которая наивно полагает, что мир прекрасен. Когда Джулии говорят о невинности Коры, та в ответ замечает, что «невинность — это лишь задержка в развитии». Вскоре у Тони с Корой начинается роман, хотя издатель сразу предупреждает её, что не испытывает к ней подлинной любви, и что он делает людей несчастными. Тем не менее, Кора настолько влюбляется в Тони, что сообщает своему жениху, капитану ВВС Полу Деккеру (Стэнли Риджес), что расстаётся с ним, несмотря на то, что тот обещает ей счастливую семейную жизнь. Влюблённый Пол приходит в офис Тони и из ревности стреляет в издателя, однако того спасает портсигар, в который попадает пуля. Тони с пониманием относится к поступку Пола как к «акту чести», и просит не вызывать полицию. Однажды в ресторане к Тони и Коре подходит цыганка, которую они просят погадать. Посмотрев на Тони, цыганка отказывается что-либо говорить, что же касается Коры, то ей она дарит свой медальон, обещая, что у той будет долгая и счастливая жизнь.
После семимесячного романа Тони бросает Кору ради пианистки Мэгги (Хоуп Уильямс), которая, как он говорит, «ещё более поверхностна, чем он». Кора устраивает ему сцену с рыданиями и мольбами вернуться, однако Тони непреклонен, предлагая ей «вырасти» и обо всём забыть. Кора бросает писать и посещать литературное общество. В конце концов, некоторое время спустя она приходит к Тони, чтобы попросить для опустившегося и спивающегося Пола 5 тысяч долларов, чтобы спасти его от тюрьмы. Однако Тони отказывает ей, называя её поступок «моральным шантажом». Тогда Кора проклинает его, желая ему погибнуть в авиакатастрофе, и чтобы «никто не оплакивал его смерть». Вскоре газеты сообщают, что Тони погиб в авиакатастрофе, когда его самолёт упал в океан во время полёта на Бермуды, куда он летел по приглашению своей невесты Мэгги. Однако никто из людей, окружавших Тони, не выражает никакого сочувствия или грусти по поводу его смерти, предаваясь своим каждодневным делам. Кора же, прочитав информацию о гибели Тони, удовлетворённо замечает, что её проклятие сбылось, благодаря за это Бога, который действительно существует. Тем не менее вскоре неожиданно для сотрудников издательства, Тони оказывается в своём кабинете. Никак не объясняя своего появления, он говорит коллегам, что должен найти Кору. Как выясняется, он вернулся, так как «нет покоя душам, которые умирают вне любви», и ему дан один месяц на то, чтобы найти кого-то, кто будет о нём скорбеть. День за днём Тони отчаянно ищет Кору. Она в свою очередь разыскивает Пола, обнаруживая его больным и опустившимся в захудалом пансионе. Кора перевозит его в свою комнату и начинает бережно ухаживать за ним, умоляя простить её за то, что она разрушила его жизнь. Однако Пол потерял веру в жизнь и в свои силы. Когда у Тони остаётся всего один день, он замечает в витрине ломбарда медальон, который Коре подарила цыганка. Выяснив у ростовщика адрес Коры, Тони приезжает к ней домой, где больной и безвольный Пол говорит Коре, что лучшим исходом для него была бы смерть. Тони умоляет Кору простить его и даёт ей денег для Пола. Пол тем временем достаёт револьвер и стреляет в Тони, однако пули того не берут. Затем Тони молится, чтобы Бог вернул Полу и Коре то, что он у них отобрал, и дал им мир, которого нет у него. Когда Пол стреляется, рана на его теле волшебным образом затягивается, и он вдруг преображается в здорового и крепкого мужчину. Благодарная Кора плачет от счастья, а Тони вопрошает: «Эти слёзы для меня?»

## В ролях
- Ноэл Кауард — Энтони «Тони» Меллер
- Джули Хэйдон — Кора Мур
- Стэнли Риджес — Пол Деккер
- Марта Слипер — Джули Вивиан
- Эрнест Коссарт — Джимми Клэй
- Александр Вулкотт — Вандервир Вейден
- Эверли Грегг — Милдред Лэнгуайтер
- Росита Морено — Карлотта
- Эдуардо Чианнелли — Морис Стерн
- Ричард Бонд — Говард Джиллетт
- Хелен Стрикланд — миссис Ролинсон
- Лайонел Стэндер — Ротенштейн
- Фрэнк Конлан — Мэсси
- О. З. Уайтхэд — Калхоун
- Рэймонд Брэмли — Феликс Абрамс
- Гарри Дэвенпорт — Слезак
- Хоуп Уильямс — Мэгги

## История создания фильма
По информации Американского института киноискусства, фильм был частично основан на романе Бена Хекта «Влюблённый еврей» (1922), в котором образ главного героя фильма предположительно основан на реальном театральном продюсере и режиссёре Джеде Харрисе. По информации современного киноведа Денниса Шварца, «фильм был вдохновлён ранним романом Хекта „Фантазиус Меллар“ (1922)», а сам фильм «основан на реальном бродвейском издателе, негодяе и плейбое Хорасе Ливерайте, который умер без друзей и банкротом».
Фильм делался под названием «Чудо на 49-й улице», но затем оно было изменено.
Если не считать краткого появления в фильме Д. У. Гриффита «Сердца мира» (1918), эта картина стала дебютной для Ноэла Кауарда. Кроме того, в этом фильме дебютировал на экране известный впоследствии голливудский актёр Бёрджесс Мередит.

## Оценка фильма критикой
По свидетельству Американского института киноискусства, что в то время, как «критикам фильм понравился, он оказался слишком умным, чтобы добиться коммерческого успеха». В частности, после выхода картины «Голливуд Репортер» написал, это «один из лучших фильмов с точки зрения сценария, актёрской игры и технических аспектов, которые только были в звуковом кино. Это история огромной силы, которая может создать много хорошего, и если она не станет хитом, то это будет печальным и разочаровывающим свидетельством того, чем надо удовлетворять запросы аудитории».
Кинообозреватель Андре Сеннвальд в «Нью-Йорк Таймс» после выхода фильма на экраны назвал его «чрезвычайно увлекательным, хитроумным и экстравагантным фильмом», который «содержит самый великолепный сценарий для экрана, о котором ваш обозреватель когда-либо слышал». Далее Сеннвальд называет фильм «язвительным, леденящим и циничным эссе о разочаровании, поверх которого положен некоторый мистицизм», отмечая, что «определённо он стал волнующим кинособытием». По мнению критика, «это необыкновенно интересная картина даёт портрет галантно-манерного декаданса» среды «болезненных интеллектуалов и деградирующих литераторов, которые безрадостно прозябают, согревая себя собственным остроумием и глядя со скучающим превосходством на мир вокруг них». Вместе с тем, «как современная пьеса о чудесах, она страдает от утомительной сентиментальности своего окончания». Как полагает Сеннвальд, «мы не можем отделаться от впечатления, что авторы разработали такой финал из ошибочной убеждённости в том, что зрителя не тронут подлинные достоинства картины, и он оценит её как пример искусства с большой буквы лишь за её мистику». Далее критик пишет, что «вероятно, тайна картины заключена в том, что хотя Меллер и представлен как самый одиозный человек на Земле, на самом деле он вызывает восхищение у Франкенштейнов, которые его создали». Сеннвальд также отметил «великолепные полутона операторской работы Ли Гармса», идеальное соответствие Кауарда его роли, а также «Джули Хэйдон и Стэнли Риджеса, которые играют сознательно подавленно в соответствии с атмосферой фильма».
Как пишет современный киновед Хэл Эриксон, в этой картине «Кауард играет главную роль высококлассного мерзавца, которому перед отправкой в чистилище дают второй шанс — если он найдёт кого-либо, кто поплачет по его душу, она будет спасена». Эриксон отмечает, что «как и большинство фильмов Хекта и Макартура 1930-х годов, эта картина не покажется приятным зрелищем из-за крайней непривлекательности персонажей. Тем не менее увлекательно видеть Ноэла Кауарда в роли негодяя». Как отметил современный киновед Деннис Шварц, «действие этой странной моралите происходит в адской декадентской и псевдо-интеллектуальной среде нью-йоркского издательского дома», далее отмечая, что «этот уникальный фэнтези-фильм показывает едкую атмосферу злословия и бессмысленного существования литературных деятелей». Однако ближе к кульминации фильм «покидает реалистический издательский мир и вступает в метафорический мир духовных ценностей». И с этого момента, «к сожалению, театрализованная, но умная и сложная история превращается в претенциозную неразбериху». Как далее пишет Шварц, «этот фильм одновременно и великолепен, и ужасен. Ему удаётся удачно донести образы развращённых интеллектуалов из высшего класса, однако часть, связанная с искуплением, неубедительна».

## Награды
В 1936 году за этот фильм Бен Хект и Чарльз Макартур были удостоены Оскара за лучший оригинальный сценарий.
В 1935 году газета «Нью-Йорк Таймс» включила фильм в число десяти лучших фильмов года.
25 января 1936 года «Голливуд Репортер» сообщил из Брюсселя, что за этот фильм жюри Международного кинофестиваля вручила Хекту и Макартуру почётную медаль за лучший сценарий.